# Португальский легион (Великая армия)
Португальский легион (фр. Légion portugaise, порт. Legião Portuguesa) — португальское воинское формирование Великой армии численностью 9 тысяч человек, образованное после первого французского вторжения в Португалию в 1807 году. Приказ о формировании отдал Наполеон Бонапарт 12 ноября 1807: в состав легиона вошли лучшие подразделения и бойцы расформированной португальской армии, в том числе и элитный Легион лёгких войск. Обучение началось в феврале 1808 года. В апреле 1808 года легион прибыл в испанскую Саламанку и оттуда двинулся во Францию. По пути больше половины легионеров бежали из подразделения и примкнули к партизанам: в итоге в распоряжении Наполеона оказалось менее 4,5 тысячи человек.
В составе французских войск легион участвовал в Австрийской, Прусской, Польской и Русской кампаниях, сражался под Ваграмом, Смоленском, Островным и Бородиным. В ходе этих войн легион понёс колоссальные потери, но не отступал. Наполеон отмечал отвагу португальских солдат и прозвал их «чёрной пехотой». 5 мая 1814 после отречения Наполеона легион был расформирован: менее тысячи его солдат вернулись домой живыми.

## Организация
Номинально в состав легиона входили:
- 5 полков лёгкой пехоты
- батальон егерей
- три полка конных егерей
- артиллерийская батарея
- резервный пехотный батальон
- резервный кавалерийский эскадрон

В 1809 году была сформирована 13-я элитная полубригада в составе трёх батальонов, выбранных из нескольких полков пехоты. Она подчинялась маршалу Удино и его 2-му корпусу. В 1811 году Португальский легион был сокращён до следующих размеров:
- 3 полка лёгкой пехоты
- полк конных егерей
- резервный батальон

В 1813 году от легиона остались только основной боевой батальон и батальон резерва.